# 小説幻冬
『小説幻冬』（しょうせつげんとう）は、幻冬舎が刊行する日本の月刊文芸雑誌。毎月27日発売。創刊号は、2016年10月27日発売の2016年11月号である。同号は、1万部で発売され、発売6日目の11月1日、3000部の重版が決定した。
小説とエッセイを中心としつつ、対談、コミック、レビューなども盛り込んだ内容で、創刊号の小説作品には、有川浩や万城目学のほか、さだまさしの作品も含まれており、エッセイにも浅田次郎、曽野綾子らとともに、又吉直樹、吉田敬らが寄稿している。幻冬舎との関わりが深い吉本興業の芸人がたびたび寄稿しており、盛山晋太郎がエッセイの連載を持つ。
文芸誌創刊の企画は2015年ころから始まったとされ、編集部の構成は通常より少数であるという。『PONTOON』『papyrus』『GINGER L.』の3誌を統合して創刊された。名称に社名を冠した文芸誌には他に、『小説新潮』『小説中公』などがある。